# 소노 아야코

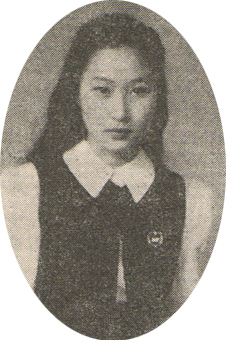
고등학교 시절(1949년)

소노 아야코(일본어: 曽野 綾子, 1931년 9월 17일 ~  2025년 2월 28일)는 일본의 작가이다. 일본 보수론자 중 하나이다.

## 개요
로마 가톨릭교회 신자로 세례명은 마리아 엘리자베스이다.
세이신 여자대학 문학부의 영문학과 출신.
도쿄 생으로 아버지 마치다 에이지로(町田英治郎)와 어머니 키와 사이의 둘째딸로 태어났다. 언니 이름은 유리카(幽里香)였으나 8살에 죽어서 외동딸에 가깝게 살아왔다. 아버지는 야마토 고무제작소(大和護謨製作所)의 전무이사)였다. 1934년 구 오모리 구(大森区)에 정착해 결혼 이후에도 계속 지낸다. 어머니의 희망으로 유치원부터 대학까지 세이신 여자대학에서 마쳤다. 태평양전쟁 시기에 가나자와시에서 보내면서 근로동원령에 따라 히라노 화학공장(平野化学工場)에서 일하기도 했다. 어릴적부터 부모의 뜻에 따라 정해진 데릴사위감이 있었는데 중학교 즈음 얘기가 깨져 없던 일이 되었다. 아버지 건강 악화로 가세가 기운 것도 원인이었다. 이후 아버지는 미군에 접수되었던 하코네의 후지야 호텔 지배인으로 일을 했고 이 시기는 소노의 작품 멀리서 온 손님들「遠来の客たち」의 무대가 되었다. 소노는 호텔에서 아르바이트를 하기도 했다.
나카카와 요이치(中河与一)가 이끌던 동인지 라만차『ラマンチャ』(1951년 5월)에 실린 「裾野」가 우스이 요시미(臼井吉見)의 눈에 들어 그의 소개로 동인지 신사조『新思潮』에 가담했다. 신사조에서 남편 미우라 슈몬(三浦朱門)도 만났다. 동인지 발행자금 모금을 위해 아사히 방송에 콩트 등을 몇편 투고했다. 22세때 문학적으로 조언을 주던 미우라 슈몬과 결혼했다. 23세에 멀리서 온 손님들「遠来の客たち」로 아쿠타가와 류노스케상 후보가 되며 문단에 알려졌다. 30대엔 불면증에 시달리며 여러 창작활동을 했다..
우스이는 소노와 아리요시 사와코(有吉佐和子)의 활약을 두고 재능있는 여인들의 시대(才女時代)라고 평가했다. 문학사적으로는 엔도 슈사쿠, 야스오카 쇼타로, 요시유키 준노스케, 코지마 노부오, 쇼오노 준조오, 콘도우 케이타 로우, 아가와 히로유키, 미우라, 오누마탄, 시마오 토시오 등과 함께 제삼의 신인세대「第三の新人」에 속한다. 동시대 여성 기독교인 작가 미우라 아야코와 함께 W 아야코라 불리기도 했다.
장남인 미우라 타로(三浦太郎)는 문화인류학자로, 타로이야기『太郎物語』는 그를 소재로 한 작품이다. 며느리는 에세이스트 미우라 아키코(三浦暁子). 1995년부터 2005년까지 일본재단 회장이었고 2009년 10월부터는 일본우정의 사외이사가 되었다. 2000년에는 페루 대통령이던 알베르토 후지모리의 일본 체류를 돕기도 했다.

## 논란
- 오키나와 전투 중 집단 자결 강요 오키나와 전투 중 집단 자결 강요의 진상을 다룬 논픽션 『어떤 신화의 배경』『ある神話の背景』과 초중고생들의 봉사활동을 질타한 일본인에게「日本人へ」로 사회적 논쟁을 불러일으켰다. 전쟁기록인 철의 폭풍鉄の暴風이나 오에 겐자부로의 오키나와 노트『沖縄ノート』등이 현지 취재도 부족하고 잘못된 내용이 많다로 비난했으며 자결군명을 내렸던 우메자와 유우(梅澤裕)와 아카마츠 대위(赤松大尉)의 유족이 소송을 내게 만드는 계기가 되었다.[6] 2007년 일본 문부과학성은 논란이 있다는 이유로 교과서에서 오키나와 집단 자결 강요 부분을 빼버렸다. 소노 아야코는 오키나와 전투의 집단 자결은 오키나와 민중의 자발적 선택이었다는 주장을 하는 것이다.[7]
- 이차방정식 퇴출 중학 교과서에서 필수적으로 가르치던 이차 방정식의 근의 공식에 대해 "이차방정식을 못풀어도 사는데 지장이 없었다. 사회에서 전혀 쓸모가 없으므로 이런 것은 추방해야 한다." 등의 발언을 했으며 이를 남편인 미우라 슈몬이 소개한 적 있다. 이에 대해 수학자 오카베 츠네지(岡部恒治)는 학력저하가 나라를 망하게 한다『学力低下が国を滅ぼす』라는 책에서 반론한 바 있다. 유토리 교육 도입시 나카소네 정권에서 그녀는 교육심의회 회원이었다.[8] 또 2013년 제2차 아베 신조 내각의 교육 재생 실행회 멤버가 되었다.[9] 산케이 신문의 칼럼에서 체벌교사와 하시모토 도루 시장을 한꺼번에 비난하여 논란을 만든 바 있다.[10][11]
- 재해 피해자들에 대한 막말 대형 태풍의 피해자들에게 "하룻밤 정도의 일로 왜 그렇게 피난자의 어리광을 받아주는 것인가. 피난은 신문지를 바닥에 깔고 옷을 여러장 껴입은 뒤 자는게 당연하지 않은가. 도시락 등도 돌릴 필요없다. 일기 예보가 있으니 아픈 곳 없는 사람이라면 식량과 침구를 챙겨 얼른 피난소로 가는 것이 보통이다"라고 칼럼에서 썼다.[12].
- 니가타 현 주에쓰 지진때 "피난소에서 구호 물자를 기다리는 피난자라니 어리광이 심하다. 피난할 때에 침구를 메고 뛰는 것이 당연하다. 나라면 가스 누출 없을 곳에서 얼른 미음을 쑬 것이다. 필요한 것이 부족하면 근처에서 조달하는 감각도 필요하다"라고 썼다.[13]
- 2011년, 와타나베 쇼이치 (언어학자)와의 대담에서 후쿠시마 제1 원자력 발전소 사고에 도쿄전력을 책임이 없다며 "방사선이 강한 곳에 노인들이 가면 좋지 않은가. 나도 가겠다. 오히려 건강해져서 돌아올지도 모르잖아. (웃음)" 등의 발언을 했다.[14] 그 뒤 소노가 후쿠시마 제일 원자력 발전소를 방문한 사실은 없다. 소노는 또 2014년에 "이재민이나 고령자 등"약자"로 불리는 사람들의 어리광을 당연한 것처럼 봐주는 사회는 불안하다"고 말했다.[15].
- 인종차별 논란 노인 돌볼 사람이 없으니 외국인 노동자의 유입을 허용하되 거주지를 분리하는게 좋다는 주장을 하며 남아공의 혼란을 예로 들어 거센 항의를 받았다.[16]
- 1973년 칠레 쿠데타때, 살바도르 아옌데는 좌익 정치인이라며 아우구스토 피노체트와 군부 독재를 옹호[17].
- 기독교인 입장으로 야스쿠니 신사의 대체 추도시설 설립을 찬성한다. 개인적으로 야스쿠니 신사를 참배했고 2007년 6월엔 리덩후이의 참배시에도 남편과 동반 참배했다.[18]
- 정부의 교육 개혁 국민 회의 위원으로 "가상현실은 악이다"라는 주장을 했다.[19][20]
- 로마 가톨릭교회 신자라 낙태를 반대한다. 베이비박스는 지지한다.

## 한국어로 번역된 저서 목록
소설
- 천상의 푸른 빛 『天上の青』毎日新聞社 1990

에세이
- 사랑을 읽어주는 여자 / 누구를 위해 사랑하는가 『誰のために愛するか すべてを賭けて生きる才覚』青春出版社 1970
- 나는 이렇게 나이들고 싶다 『戒老録 自らの救いのために』祥伝社 1972
- 어떤 신화의 배경(논픽션, 한국어 미출간)『ある神話の背景 沖縄・渡嘉敷島の集団自決』文藝春秋 1973
- 남들처럼 결혼하지 않습니다 / 부부 그 신비한 관계 『夫婦、この不思議な関係』PHP研究所 1985
- 성바오로와의 만남 『心に迫るパウロの言葉』聖母の騎士社 1986
- 사람으로부터 편안해지는 법 『「いい人」をやめると楽になる 敬友録』祥伝社 1999
- 행복하게 나이드는 비결 / 중년이후 『中年以後』光文社 1999
- 오늘 하루도 감사합니다『今日をありがとう 人生にひるまない365日の言葉』徳間書店 2000
- 녹색의 가르침 『緑の指 ガーデニングの愉しみ』PHPエル新書 2002
- 빈곤의 광경 『貧困の光景』新潮社 2007
- 나이듦의 미학을 위하여 『年をとる楽しさ』イースト・プレス 2011
- 인간의 기본 『人間の基本』新潮新書 2012
- 약간의 거리를 둔다 人間の分際 2015
- 노인이 되지 않는 법 2021 (김욱 역, 리수)[21]